# Ludwig Winder
Pour les articles homonymes, voir Winder.
Ludwig Winder, né le 7 février 1889 à Schaffa en Moravie, en Autriche-Hongrie, aujourd'hui Šafov en République tchèque et mort le 16 juin 1946 à Baldock au Royaume-Uni, est un écrivain de langue allemande. Il est le père de Marianne Winder

## Biographie
Ludwig Winder né à Schaffa, passe une partie de sa jeunesse à Holleschau, où son père en 1895 a pris le poste de premier cantor de la communauté juive. Il passe sa Matura à Olmütz en 1907. Il travaille pour divers journaux, Die Zeit de Vienne, la Teplitzer Zeitung, puis le Pilsner Tagblatt en 1912. En 1914, il devient rédacteur du Feuilleton, les pages culturelles, du journal pragois Bohemia. Pendant ses 25 années pragoises, il écrit environ 3 000 contributions dans le journal. Grâce à ses contacts avec les milieux littéraires, Walter Hasenclever, Heinrich Mann, Robert Musil, Albert Ehrenstein, Alfred Wolfenstein contribuent au feuilleton de Bohemia. Après la mort de Kafka, il est l'un des quatre membres de ce que Max Brod appelle le « cercle pragois étroit » avec Felix Weltsch et Oskar Baum.

## Exil
En 1938, après les accords de Munich, Winder est conscient de la menace qui s'avance sur la Tchécoslovaquie et sur les juifs du pays. Fin juin, avec son épouse Hedwig Winder et sa fille aînée Marianne Winder, il s'exile et émigre au Royaume-Uni en passant par la Pologne et la Scandinavie. En 1945, après la libération de la Tchécoslovaquie, il désire rentrer au pays mais sa santé ne le lui permettra pas. Il meurt en exil à Baldock.

## Ouvrages
- 1917, Die rasende Rotationsmaschine, roman, Berlin, Schuster & Loeffler
- 1920, Kasai, roman, Berlin, Rowohlt
- 1922, Die jüdische Orgel, roman, Vienne, Rikola Verlag; traduction française 1993, L'orgue juif, éditions Écriture
- 1924, Hugo. Tragödie eines Knaben, roman, Vienne, Rikola Verlag
- 1924, Doktor Guillotin, théâtre, Vienne, Rikola Verlag
- 1927, Die nachgeholten Freuden, roman, Berlin, Ullstein
- 1929, Die Reitpeitsche, roman, Berlin, Ullstein
- 1931, Dr. Muff, roman, Berlin, Bruno Cassirer
- 1935, Steffie oder Familie Dörre überwindet die Krise, roman, Mährisch-Ostrau, Julius Kittls Nachf.
- 1938, Der Thronfolger, roman, Zurich, Humanitas Verlag ; réédition en 2014 au Paul Zsolnay Verlag
- 1944, One man's answer, roman, publié en anglais, Londres, Harrap; traduction allemande Die Pflicht 1949
- 2000, Geschichte meines Vaters, fragment de roman écrit en 1945-1946, Oldenbourg, Igel Verlag